# Wangjing

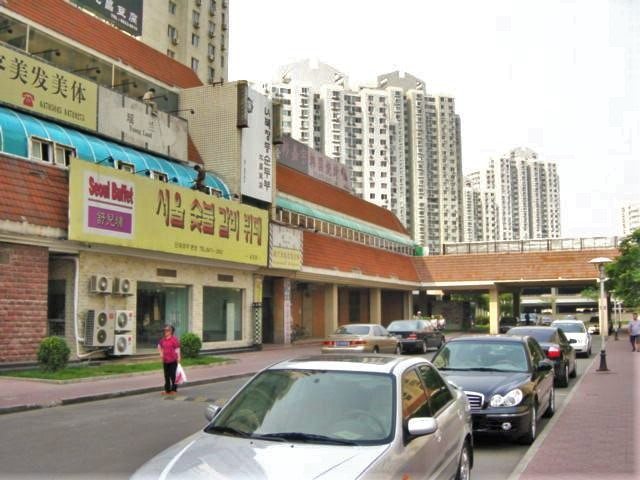
Magasins coréens et tours d’habitation qui caractérisent Wangjing

Wangjing (en chinois : 望京, pinyin : Wàngjīng) est un des plus grands quartiers résidentiels du district de Chaoyang, situé au nord-est de Pékin en Chine. Wangjing signifie littéralement « vue de Pékin ».

## Quartier coréen
Wangjing est une vaste zone résidentielle qui abrite de nombreuses tours d’habitation construites principalement au milieu des années 1990. Le grand nombre de résidents coréens qui y vivent lui a valu le surnom de « quartier coréen » ou « Koreatown » : en effet, plus de 70 000 Sud-Coréens y demeurent (2007).

## Urbanisme
Wangjing est situé entre les 4e et 5e boulevards périphériques au nord-est, à proximité des autoroutes de Jingcheng et de l’aéroport. Le site est aussi desservi par plusieurs lignes de bus, ainsi que la ligne 13 du métro de Pékin, via l’arrêt « Wangjing ouest » ; ce dernier se trouve cependant loin du centre du quartier, générant une activité accrue pour les taxis et vélo-taxis aux heures de pointe. Cette situation pourrait évoluer avec le projet d’extension de la ligne vers l’aéroport.

## Pôle technique
Wangjing abrite plusieurs sociétés de haute technologie, que ce soit PME ou multinationale, dont notamment :
- le pôle science et technique de Wangjing[2] qui héberge de nombreuses startups ;
- le siège social de Siemens Chine ;
- une antenne importante de China Telecom ;
- divers établissements de R&D parmi des entreprises très connues, comme Panasonic, Ericsson, Motorola, Sony Ericsson, Nortel, Alcatel et Lucent.

## Éducation
Il y a bien sûr de nombreuses écoles et universités à Wangjing, dont les deux plus cotées sont :
- l’école centrale des Beaux-arts de Pékin ;
- le 80e lycée de Pékin (reconnu parmi les meilleurs de Chine).